# 프랑스 첩보원 되기
《프랑스 첩보원 되기》(프랑스어: Au service de la France)는 장프랑수아 하랭이 기획하고 질 드 베르디에르가 제작한 프랑스의 코미디 드라마 프로그램이다. 아르테에서 제작되어, 2015년에 첫 공개가 되었고, 이후 2016년 7월 1일 넷플릭스에서 전세계에 배급되고 있다. 두 번째 시즌은 2018년 8월에 넷플릭스에서 공개됐다.

## 캐스팅

### 주연
- 위고 베케르 - 앙드레 메를로
- 윌프레드 브나이슈 - 모리스 메르카이용 대령
- 크리스토프 쿠로츠캔 - 조르주 프레장 "모이즈"
- 마틸드 바르니에 - 소피 메르카이용
- 카림 바라스 - 자키 자카르
- 브뤼노 파비오 - 로제 물리니에
- 장에두아르 보지아크 - 장르네 칼로
- 마리쥘리 봅 - 마리조 코탱

### 조연
- 조제핀 드 라 봄 - 미스 클레이본
- 앙투안 구이 - 앙리 르시오 / 에르메 고메즈 / 슈미드
- 필리프 레지몽 - 장 신부
- 쥘리 파렝크 - 나탈리
- 칼리드 마두르 -모크타르
- 스테파니 파투 - 이렌 메르카이용
- 악셀 시몽 - 마르트
- 바티스트 소르냉 - 플랑통, 안내 데스크 직원

## 기획
본촬영은 2014년 10월과 2015년 2월 사이 일드프랑스와 모로코에서 이뤄졌다.